# Кирмси
Ки́рмси, ранее Ки́рмзи (эст. Kirmsi) — деревня в волости Ряпина уезда Пылвамаа, Эстония.
До административной реформы местных самоуправлений Эстонии 2017 года входила в состав волости Вериора (упразднена).

## География и описание
Расположена на юго-востоке Эстонии, в 12 километрах от Псковского озера. Расстояние до уездного центра — города Пылва — 19 километров, до волостного центра — города Ряпина — около 7 километров. Высота над уровнем моря — 43 метра.
Климат умеренный. Официальный язык — эстонский. Почтовый индекс — 64207.

## Население
По данным переписи населения 2021 года, в Кирмси проживали 17 человек, все — эстонцы.
По состоянию на 1 января 2020 года в деревне насчитывался 21 житель, из них 9 мужчин и 12 женщин; детей в возрасте до 14 лет включительно —  2, лиц пенсионного возраста (65 лет и старше) — 6.
По данным переписи населения 2011 года, в деревне проживали 16 человек, все — эстонцы.
Численность населения деревни Кирмси:
| Год  | 1959 | 1970 | 1979 | 989  | 2000 | 2011 | 2017 | 2018 | 2019 | 2020 | 2021 |
| ---- | ---- | ---- | ---- | ---- | ---- | ---- | ---- | ---- | ---- | ---- | ---- |
| Чел. | 72   | ↘ 58 | ↗ 78 | ↘ 57 | ↘ 29 | ↘ 16 | ↗ 23 | ↘ 22 | ↘ 20 | ↗ 21 | ↘ 17 |

## История
В письменных источниках 1582 года упоминается Kirmesth, 1601 года — Kirmest, 1625 года — Kirry Moysa (мыза), 1627 года — Kirmesitz, 1630 года — Kyrimest kylla (деревня), 1638 года — Kiwirs kylle, 1686 года — Kirmist Kylla, 1805 года — Kirmositz.
Древняя деревня, название которой в XVI–XVII веках обычно заканчивалось на ′-ste′ (Kirmeste), но затем оно вошло в серию топонимов, название которых имеет характерное для данного региона окончание ′-si′ (например, бывшие деревни Куукси и Пихоси, мыза Меэкси, озеро Вироси).
В 1997–1998 годах частью деревни Кирмси была деревня Выйка.

## Происхождение топонима
По записи в тягловой книге (эст. vakuraamat) 1635 года Kirry Moysa и записи 1805 года Kirmositz можно предположить, что название деревни состояло из двух частей: Kiri (с эст. — «письмо») + mõisa («мыза») + -ste ~ -si. Часть Kiri можно считать древним личным именем, которое довольно часто встречается во многих эстонских топонимах (например, деревни Kirivere, Kirisaare, Kirimäe).